# Langue d'Auvergne

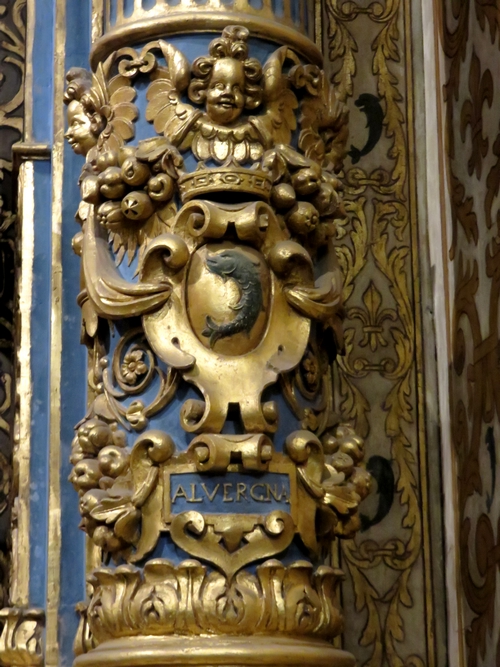
Illustration sur un des piliers de la chapelle de la langue d'Auvergne, co-cathédrale Saint-Jean de La Valette.

La langue d'Auvergne était l'une des huit provinces ecclésiastiques ou langues des Hospitaliers de l'ordre de Saint-Jean de Jérusalem. En 1462 les sept autres provinces étaient les langues de Provence, de France, d'Italie, d'Angleterre (qui comprenait la Bavière et la Russie), de Castille (qui comprenait le Léon et le Portugal), d'Allemagne et d'Aragon (qui comprenait la Catalogne et la Navarre).

## Histoire
La langue d'Auvergne ne comporte qu'un prieuré, créé en 1233, et regroupe jusqu'à 51 commanderies. Le siège du prieur est d'abord à Olloix, puis à Lureuil en 1475 et à Bourganeuf en 1530 dans l'ancienne Marche (département de la Creuse), avant d'être déplacé à Lyon en 1787. En dépendait tout le Centre et l'Est de la France : l'Auvergne et le Velay, le Limousin, la Marche, le Berry, le sud de l'Orléanais, le Bourbonnais, le sud du duché de Bourgogne et le Bugey, la Franche-Comté, le Lyonnais et le Forez, le nord du Dauphiné, le nord de la Savoie et la partie ouest de la Suisse.
En 1480, Pierre d'Aubusson est le prieur de la Langue d'Auvergne, déjà situé à Bourganeuf dans l'actuel département de la Creuse.
Le pilier de la « langue d'Auvergne », qui était un chevalier de la langue élu par tous les autres chevaliers de cette langue avait la responsabilité de la tenue de l'auberge au siège de l'Ordre à Rhodes puis à Malte. Il portait dans l'organisation hiérarchique de l'Ordre la dignité de bailli capitulaire et était automatiquement investi de la responsabilité de « grand maréchal » de l'Ordre, ce qui faisait de lui le commandant militaire des frères chevaliers et servants d'armes.

## Grands prieurs
Certains des prieurs de la Langue d'Auvergne accédèrent au rang de grand maître hospitalier, tels que...
- Caste de Murols (1170 –1172)
- Garin de Montaigu (1207 –1227/1228)
- Pierre de Vieille-Bride (1239 ou 1240 –1243)
- Philibert de Naillac (1396-1421), d'abord membre de la Langue d'Auvergne puis de la Langue de France.
- Jean de Lastic (1437-1454),
- Jacques de Milly (1454-1461),
- Pierre d'Aubusson (1476-1503),
- Guy de Blanchefort (1512-1513).
- Annet de Clermont-Gessan (9 février 1660 –2 juin 1660)

## Galeries

### Auberges d'Auvergne

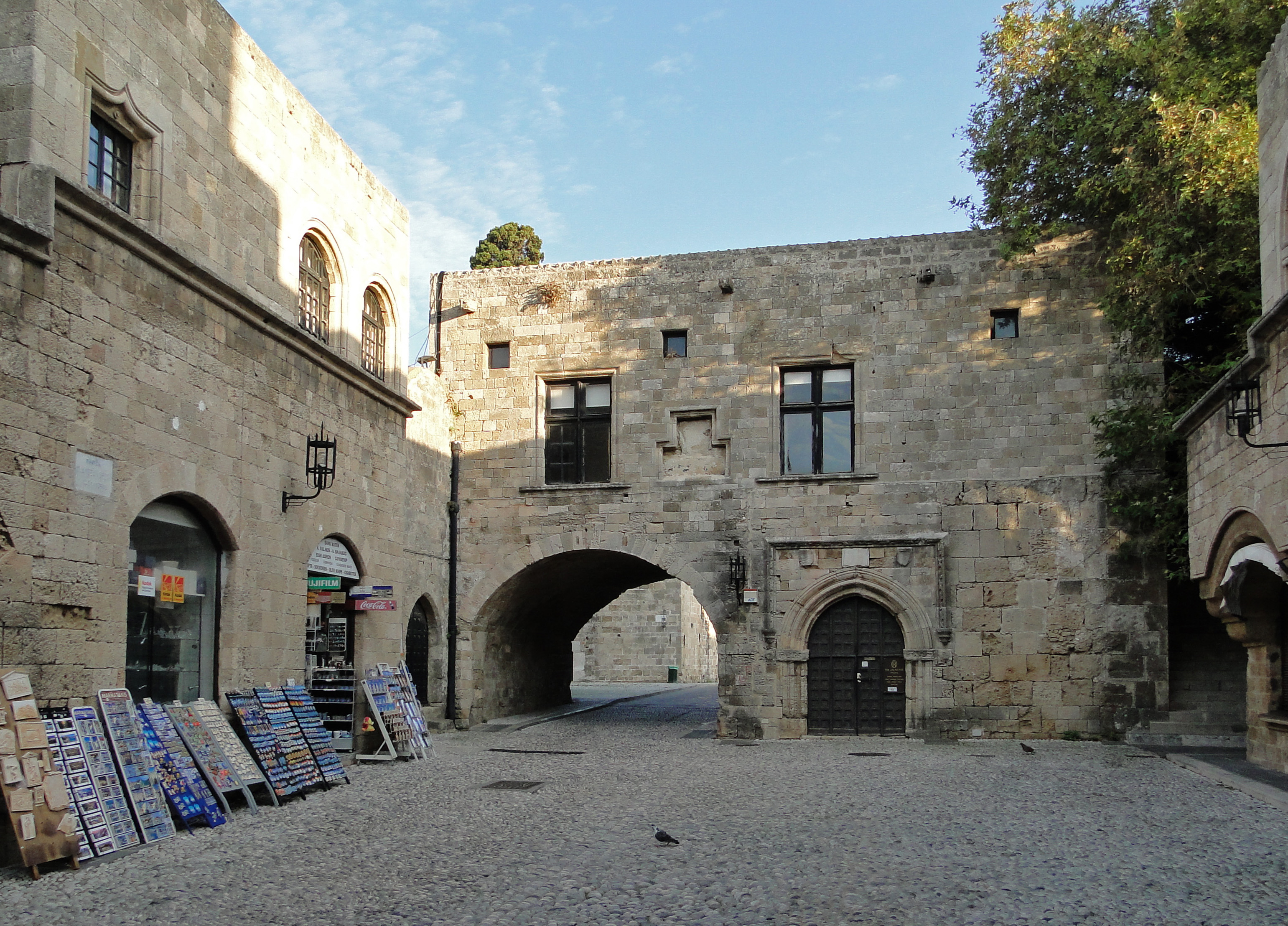
Auberge de la langue d'Auvergne dans la cité médiévale de Rhodes.
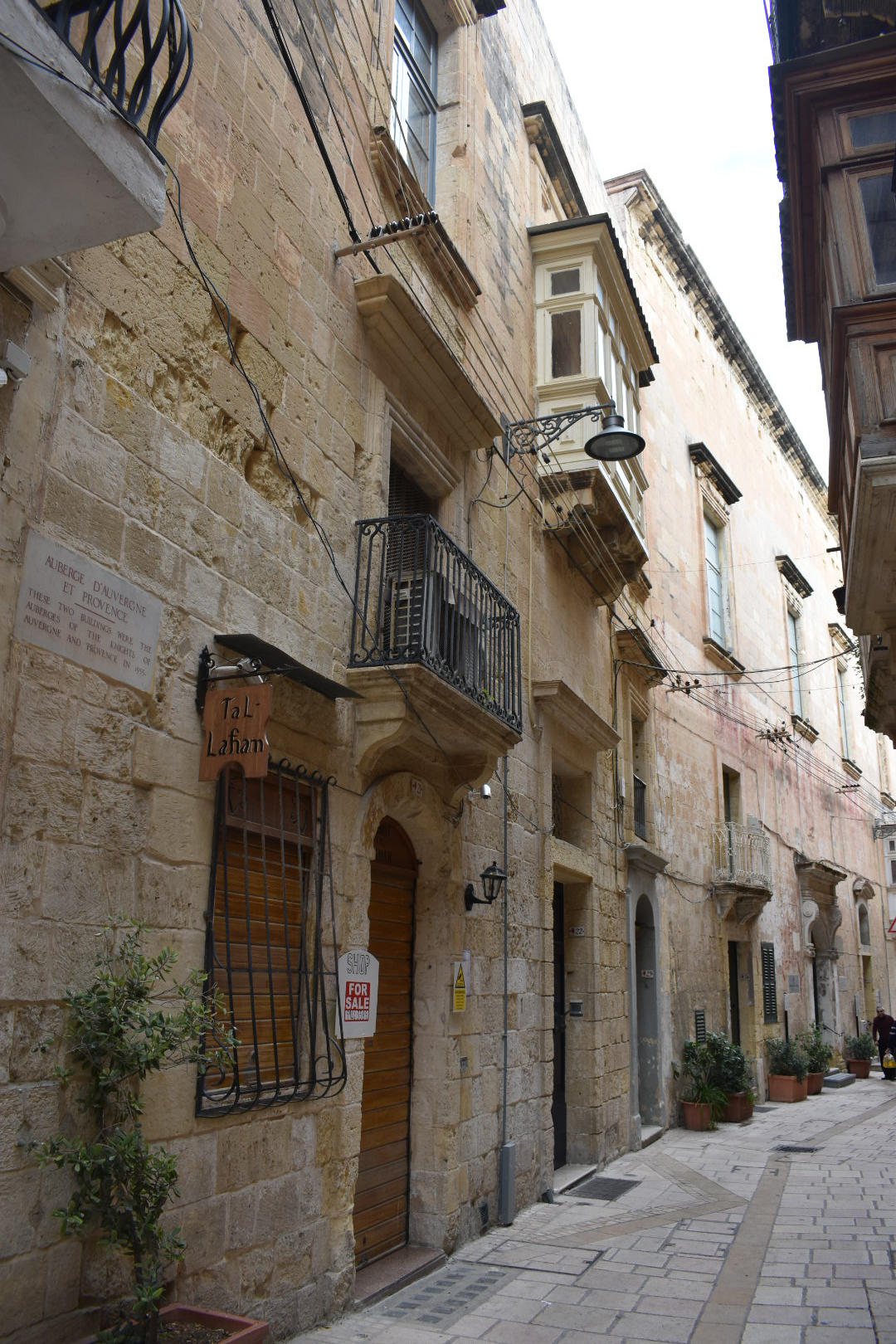
Façade de l'Auberge d'Auvergne et Provence à Il-Birgu (Malte).
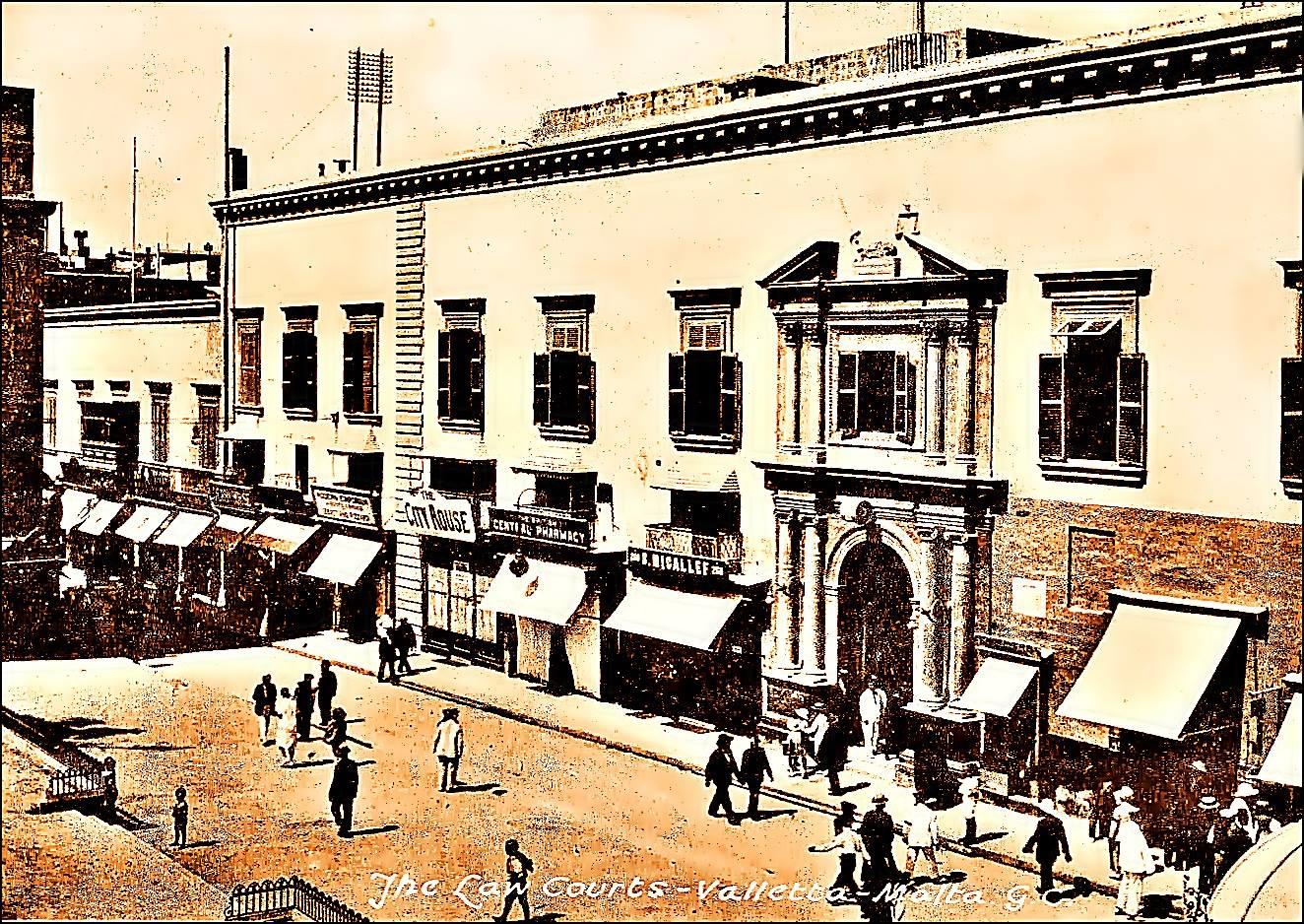
L'Auberge d'Auvergne à La Valette avant sa destruction lors de la Seconde Guerre mondiale.

### Chapelle de la Langue d'Auvergne, co-cathédrale Saint-Jean de La Valette.

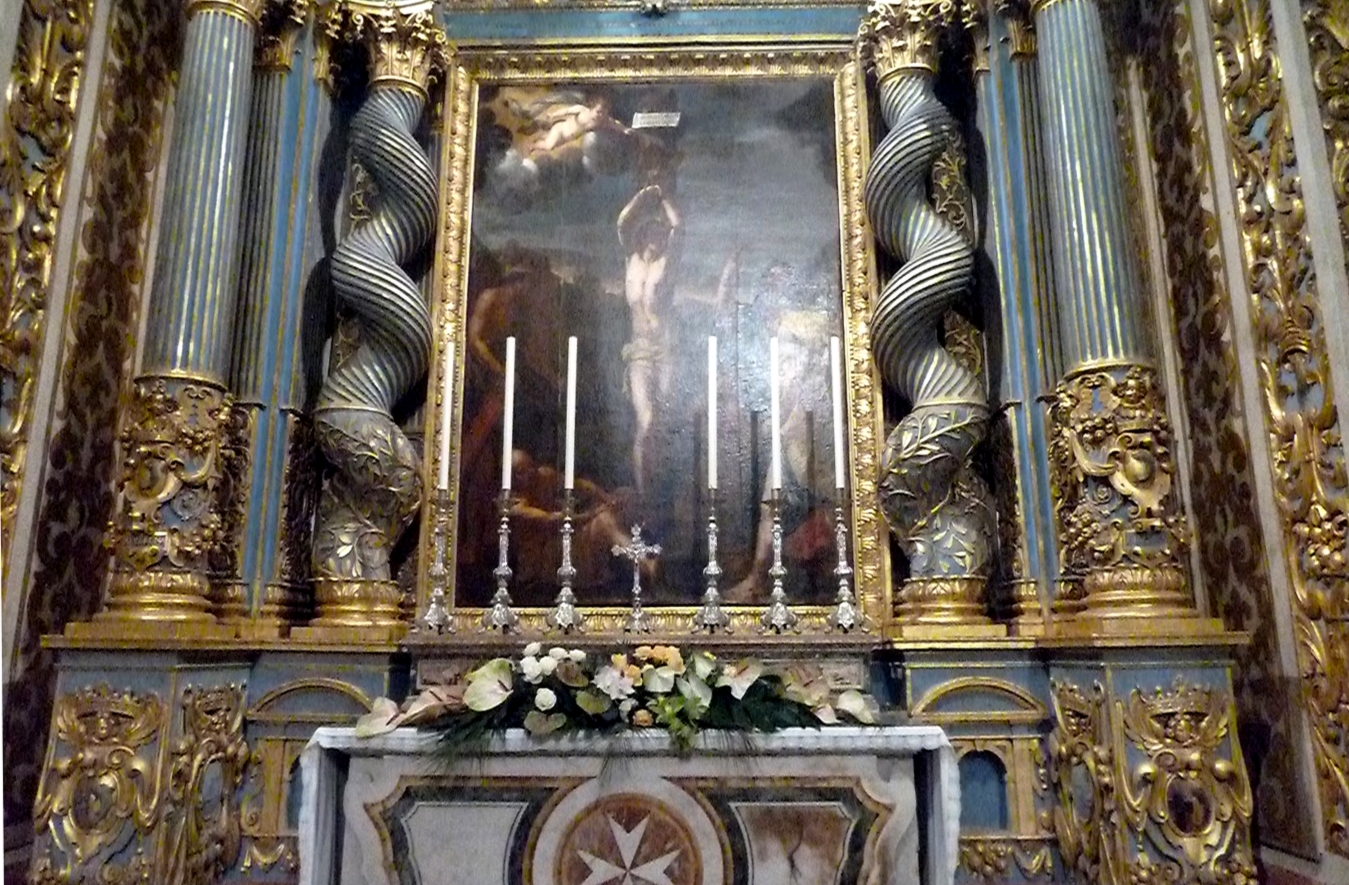
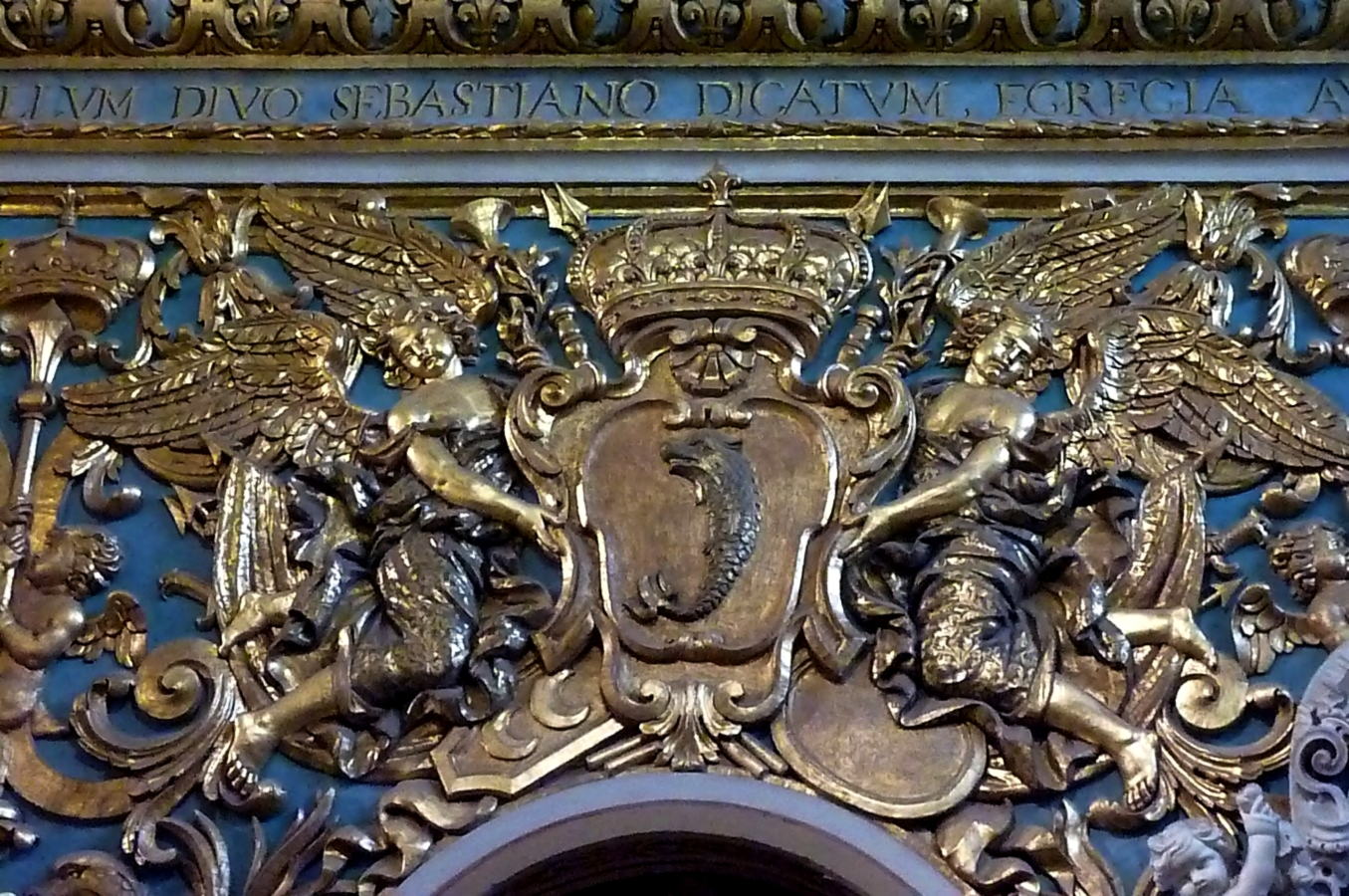
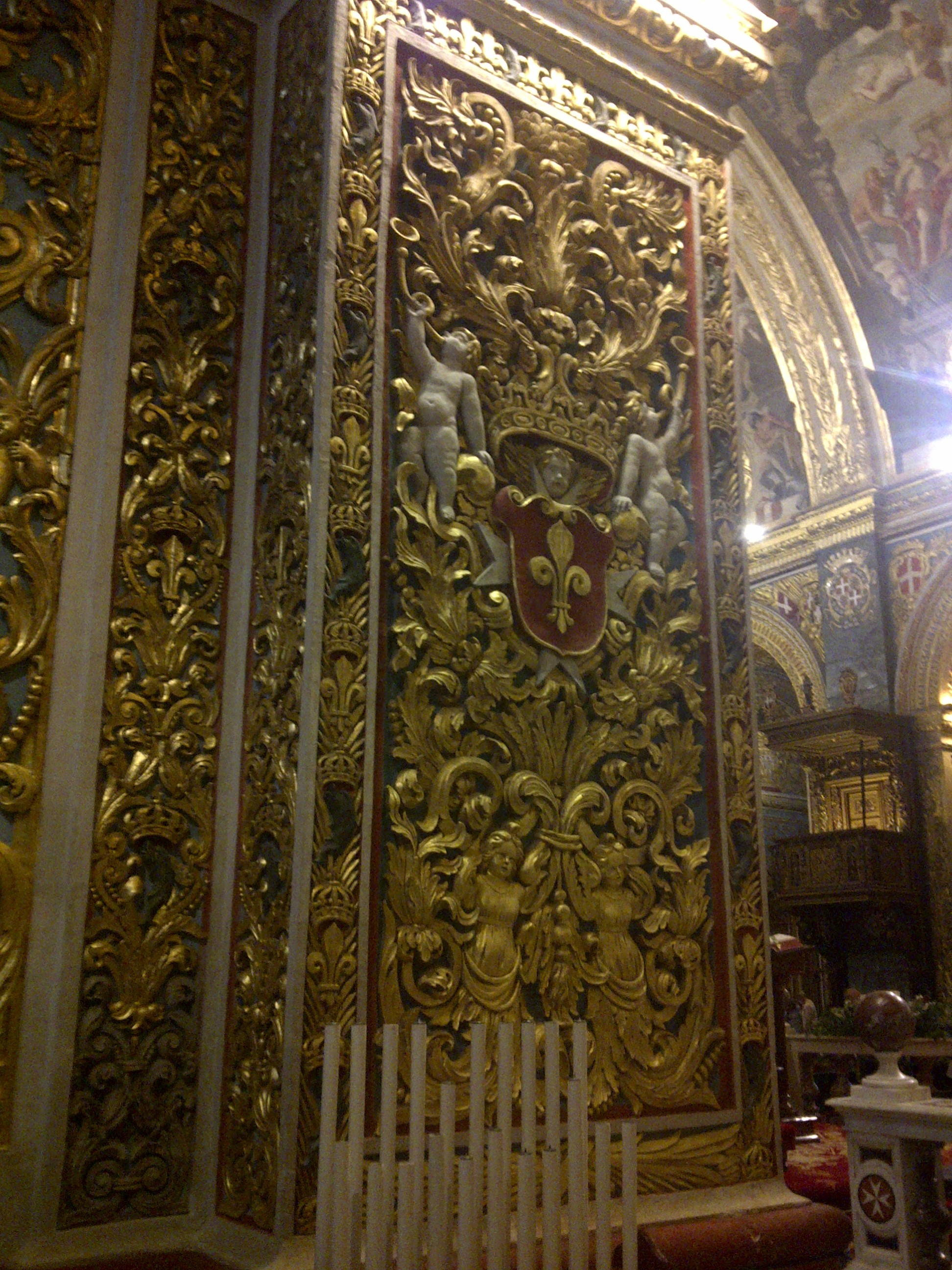

## Sources
- (en) H. J. A. Sire, The Knights of Malta,  Yale University Press, 1994